# 罗伯特·哈德菲尔
罗伯特·阿博特·哈德菲尔（Robert Abbott Hadfield，1858年11月28日—1940年9月30日），英国冶金学家。1882年，罗伯特·哈德菲尔制造了锰钢。此后他又发明了硅钢。他被选为皇家学会院士。

## 外部連結
- Austenitic manganese steels （页面存档备份，存于）